# Бутано-сан-маринские отношения
Бутано-сан-маринские отношения — двусторонние международные отношения между Королевством Бутан и Республикой Сан-Марино. Дипломатические отношения никогда не устанавливались.

## Сравнительная характеристика
|                  | Бутан                        | Сан-Марино                                     |
| ---------------- | ---------------------------- | ---------------------------------------------- |
| Население        | 787 424 человек              | 33 600 человек                                 |
| Площадь          | 38 394,0 квадратный километр | 61,2 квадратный километр                       |
| Часовой пояс     | UTC+6:00, Бутанское время    | центральноевропейское время, Europe/San_Marino |
| Столица          | Тхимпху                      | Сан-Марино                                     |
| Форма правления  | конституционная монархия     | парламентская республика, диархия              |
| Официальный язык | дзонг-кэ                     | итальянский язык                               |
| Основная религия | буддизм                      | католицизм                                     |
| Дата основания   | 8 августа 1949 год           | 3 сентября 301 года                            |

## История
Всемирный банк относит Сан-Марино и Бутан к малым государствам. Страны никогда не были членами Лиги Наций, хотя и могли претендовать на членство в ней. В 2011 году сан-маринский государственный секретарь по иностранным и политическим делам Антонелла Муларони провела двусторонние встречи с министром иностранных дел Бутана. В 2020 году Министерство экономики Бутана рекомендовала развивать государство как центр регистрации самолётов в оффшорных зонах, приводя в качестве примера Сан-Марино, где «одна из компаний, занимающихся этим, получает годовой доход в размере 27 миллионов долларов США, имея всего 32 сотрудника».
Сан-Марино и Бутан вместе входят в некоторые международные организации такие как ООН, ВОИС, ЮНЕСКО, ВПС, МВФ, ВОЗ, являются участниками Мадридского соглашение о международной регистрации знаков (Бутан присоединился 4 мая 2000 года, когда Сан-Марино уже был участником).

## Туризм
Сан-маринский спортсмен Фиона Харригян проживала и училась в Бутане в 2018 году. 6 санмаринцев посетили Бутан в 2019 году. Из-за пандемии COVID-19 2019 года страны ограничили туризм между собой.

## Торговые отношения
На момент 2022 года, согласно статистическим данным торгового отделения организации Объединённых Наций, торговля никогда не велась между странами.

## Визовая политика
- Гражданам Сан-Марино для въезда в королевство требуется виза. Посетитель, имеющий заявление на получение туристической визы (направленное туроператором в Департамент туризма страны не менее чем за 2,5 месяца), может получить визу по прибытии на максимальный срок пребывания 15 дней (с возможностью продления) при оплате 20 долларов США. Необходим обратный билет и паспорт, который остаётся действительным не менее 6 месяцев с момента прибытия. Также необходимо иметь примерно 200 долларов США в день на весь период пребывания. Кроме того, требуется бронировать через туроператора, зарегистрированного в стране, или через туристическое агентство за границей, либо связавшись с туроператорами в стране. Помимо этого, может потребоваться вакцинация против желтой лихорадки, если посетитель прибывает в течение 6 дней после нахождения в странах или транзитом через страны, подверженные риску передачи желтой лихорадки[12].
- Подданным Бутана для посещения республики также требуется виза и паспорт[13].

## Дипломатические представительства
- Бутан не представлен ни на каком уровне в Сан-Марино[14].
- Сан-Марино не представлен ни на каком уровне в Бутане[15].